# Condado de Garden
O Condado de Garden é um dos 93 condados do estado norte-americano de Nebraska. A sede do condado é Oshkosh, que é também a sua maior cidade. O condado tem uma área de 4483 km² (dos quais 70 km² estão cobertos por água), uma população de 2292 habitantes, e uma densidade populacional de 0,49 hab/km² (segundo o censo nacional de 2000). Foi fundado em 1909 e recebeu o seu nome pela esperança dos cidadãos de Oshkosh de que o condado fosse o "garden spot of the west" ("jardim do oeste").